# Pascal Coste
Pour les articles homonymes, voir Coste.
Ne doit pas être confondu avec Pascal Coste (homme politique).
Xavier Pascal Coste est un architecte français né le 26 novembre 1787 à Marseille, où il est décédé le 8 février 1879.

## Biographie
Il est né à Marseille le 26 novembre 1787. Son père figure parmi les principaux menuisiers de la ville. Devant les capacités intellectuelles et artistiques de son fils, il lui fait commencer des études chez Penchaud, architecte du département et de la municipalité. En 1814, il est reçu aux Beaux-Arts de Paris dans la classe de Léon Vaudoyer. Il est de retour à Marseille en 1815 où il reprend son travail chez Penchaud.
Cette époque est une période charnière dans son existence. À Paris, il fait la connaissance du géographe Jomard qui le met en relation avec le vice-roi d'Égypte, Méhémet Ali. En 1817, il est engagé comme architecte pour divers travaux industriels par le potentat oriental. Il quitte Marseille le 6 octobre. Il construit une salpêtrière en 1819 et perce un canal en 1820. En 1821, il construit un pavillon pour Méhémet Ali et une villa pour M. Boghos, entreprend la réalisation de tours télégraphiques qu'il termine en 1822.
En 1822, il rentre en France avec une impressionnante série de dessins sur l'architecture du Caire. Mais, il retourne en Égypte en 1823 à la demande de Méhémet Ali qui lui confie les fonctions d'ingénieur en chef de la Basse-Égypte. Entre 1823 et 1827 il fait exécuter des travaux de creusement, d'aménagement et d'entretien de canaux du Nil. Pendant les quatre années que durent son séjour, il accumule de nombreux croquis. À la suite d'une piqure par un scorpion et le climat égyptien lui étant difficile à supporter, sa santé est altérée et doit rentrer en France. Il revient en France en 1827.
Il visite la France en 1828.
Il exerce alors à Marseille la fonction de professeur d'architecture à l'École des Beaux-Arts, grâce aux relations qu'il avait conservées avec Penchaud. Il en assure la fonction jusqu'en 1861, date à laquelle il est l'un des membres fondateurs de l'Athénée, centre intellectuel. Il publie en 1829 une « Carte de la Basse-Égypte ».
En parallèle à ces activités, il fait toujours des voyages incessants entre la France, l'Allemagne, la Belgique et la Tunisie, rédigeant de nombreux ouvrages faisant autorité sur l'architecture. Son Architecture arabe (1837) lui vaut d'être attaché à l'ambassade d'Édouard de Sercey que le roi envoie au chah de Perse.
Associé au peintre Eugène Flandin, il est autorisé à visiter l'Azerbaïdjan, Ispahan, Chiraz, les ruines d'Ecbatane, Bisotoun, Taq-e Bostan, Kangavar, Pasargades et Persépolis, où il réalise de nombreux croquis. De retour par Bagdad, il va relever les ruines de Séleucie du Tigre, de Ctésiphon et de Babylone. Il continue par Ninive où l'archéologue Paul-Émile Botta allait commencer ses fouilles. Ce voyage lui vaut l'intérêt de Louis-Philippe et une nomination en tant qu'architecte en chef de la ville de Marseille en 1844.
En 1846, le président de la Chambre de Commerce, M. Luce, lui commande un projet de Bourse sur la Canebière (Marseille).
Coste est aussi à l'origine de deux autres projets architecturaux à Marseille : la construction de la faculté aux allées de Meilhan, et un musée avec château d'eau dans le IVe arrondissement (le palais Longchamp). Il entreprend aussi la construction de l'abattoir d'Arenc, achevé seulement en 1851.
Voyageur infatigable, il visite encore, à plus de quatre-vingts ans, l'Espagne, l'Irlande, l'Allemagne, l'Autriche, la Hongrie, la Russie et l'Italie et la Sicile. Il en laisse trente albums de dessins, aujourd'hui conservés à la Bibliothèque de Marseille. Malheureusement, nombre de ses essais sont toujours à l'état de manuscrits.
Pascal Coste meurt à l'âge de quatre-vingt-douze ans, le 8 février 1879.
Il est inhumé au cimetière Saint-Pierre de Marseille.

## Distinctions
Le 24 mars 1836 il est élu membre de l'Académie de Marseille.
Par décret du 14 août 1862 il est élevé au rang d'officier de la Légion d'honneur.
Commandeur du Lion et du Soleil de Perse (source sa tombe au cimetière Saint-Pierre).

## Liste de ses édifices
- Église Saint-Lazare, Marseille, 1833
- Église Saint-Joseph, Marseille, 1833
- Église de Saint-Barnabé, Marseille, 1846
- Église de Mazargues, Marseille, 1851
- Palais de la Bourse (Marseille)
- Pavillons du cours Saint-Louis à Marseille

## Illustrations

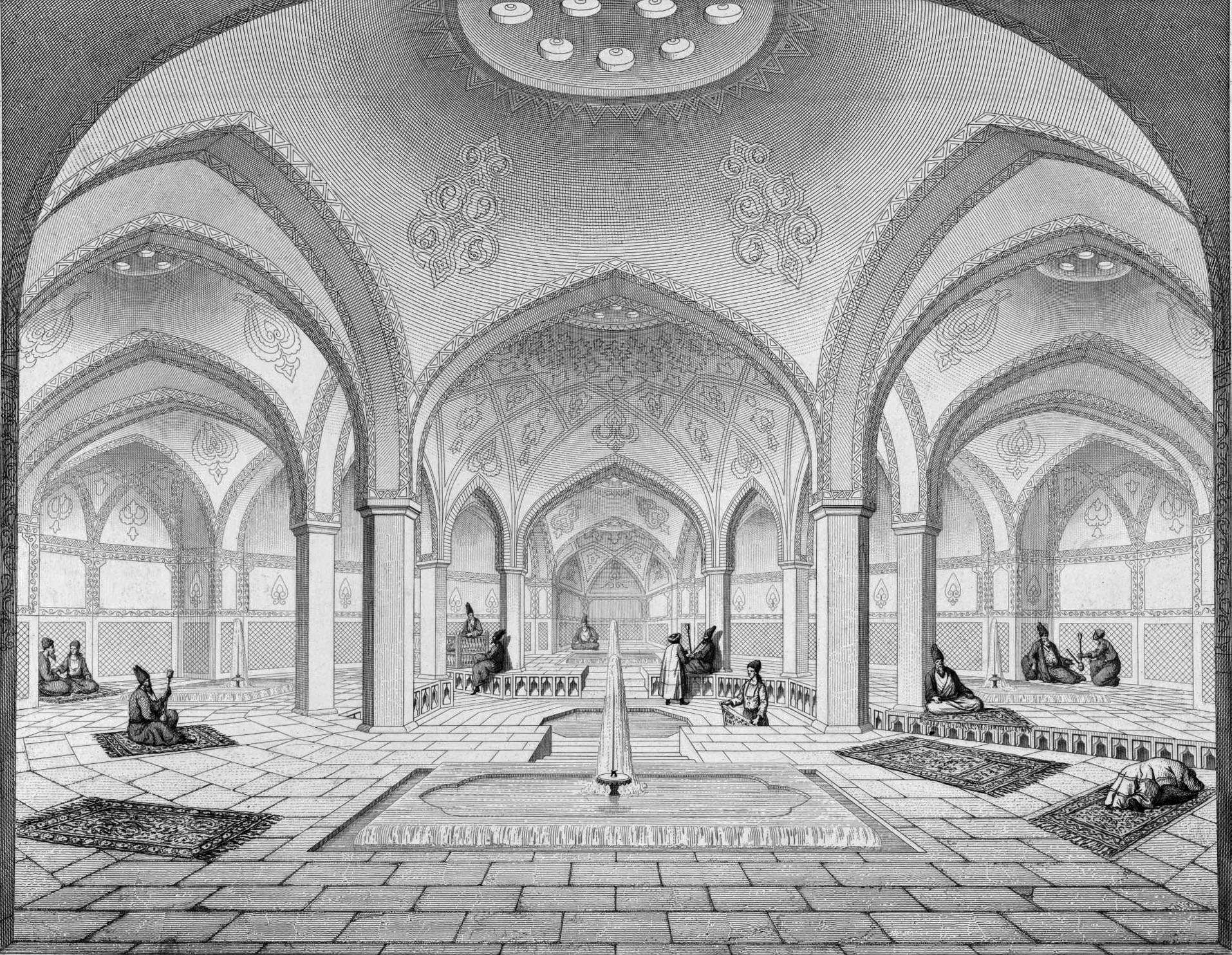
Intérieur du hammam de Kachân
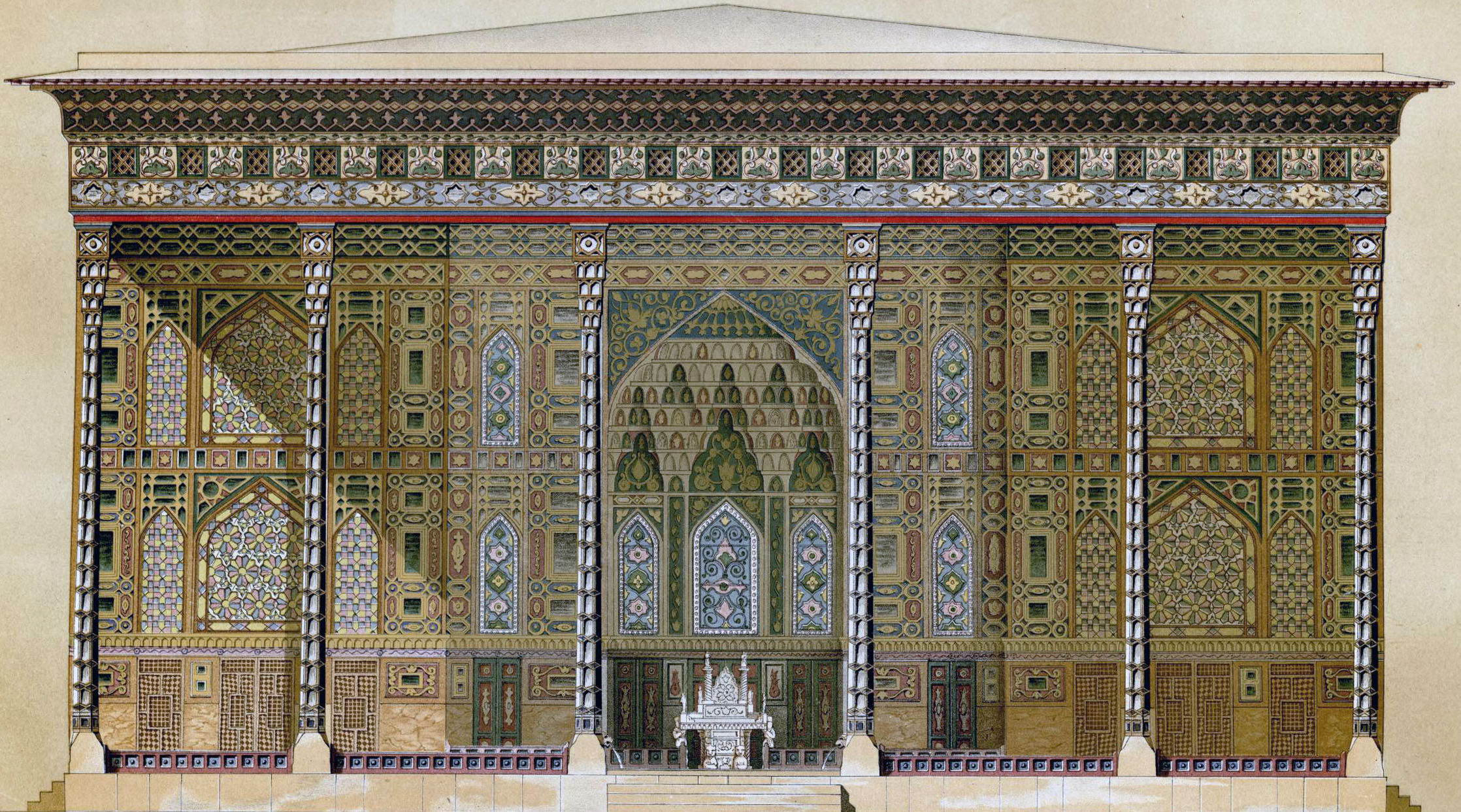
Façade du pavillon de Tchehel Sotoun
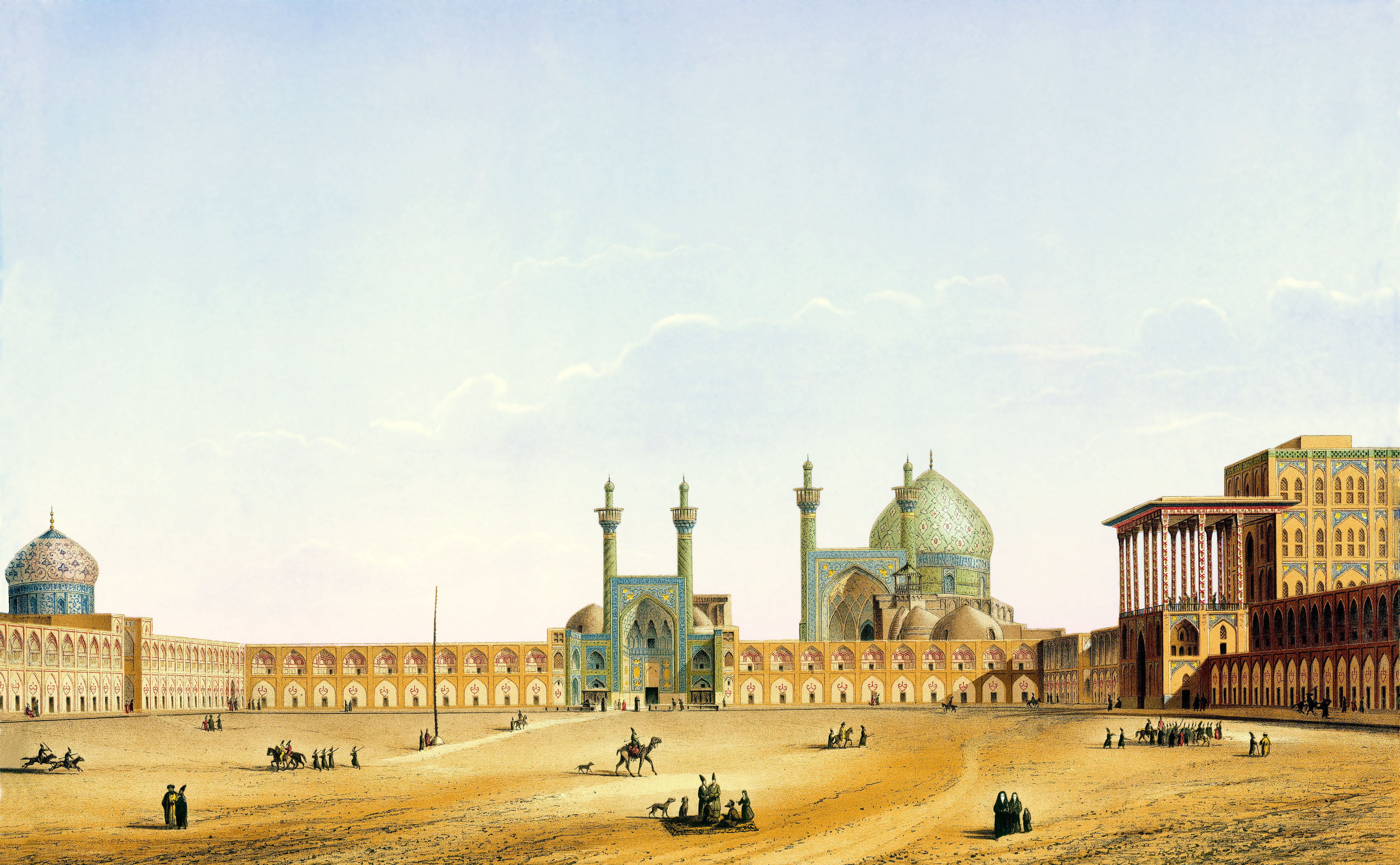
Place Naghsh-e Jahan à Ispahan en 1839

### Œuvres éditées
- Carte de la Basse-Égypte, dédiée à Mohammed Aly, par P. C., dressée d'après les itinéraires et les relevés, 1818-1827, s.l.n.d., 1829, in-4°Gallica.
- Notice sur un dolmen qui existe à Draguignan, avec Audiffret, éd. Barlatier-Feissat et Demonchy, s. d., br., in-8°.
- Architecture arabe ou monuments du Kaire, mesurés et dessinés de 1818 à 1826, éd. Firmin et Didot, 1837, gd. in-f°, 70 pl.
- Voyage en Perse, avec Flandin, éd. Gide et Baudry, 1851, 2 vol. in-8°, et 6 in-f° dont 5 de pl. et 1 de notices.
- Monuments modernes de la Perse mesurés, dessinés et décrits, éd. Morel, 1867, gd. in-f°, 71 pl. n. et col.
- La Cathédrale de Saint-Pétersbourg. La future cathédrale de Marseille, éd. Olive, 1874, br., in-8°.
- Palais de la Bourse de Marseille, Marseille, imprimerie de M. Olive, 1874
- Mémoire d'un artiste. Note et souvenirs de voyages (1817-1877). Marseille, Typographie et lithographie Cayer, 1878, 116 pl.
- Notes et souvenirs de voyage (1817-1877), éd. Cayer, 1878, 2 vol. in-8°, portr.

### Manuscrits
- Itinéraire de l'Ambassade française en Perse, sous M. le comte de Sercey, et des excursions scientifiques des deux artistes attachés à cette mission, (2 vol. text. avec dess. et 9 atl. de pl.)
- Monuments d'Europe... dessins... réunis... de 1832 à 1872..., 11 vol. avec 1187 pièces, relatives à la Grande-Bretagne, les États scandinaves, les empires russe, allemand, austro-hongrois, la Suisse, la Belgique, la Hollande, l'Espagne et l'Italie.
- Monuments de France... 1828-1876..., 1 vol. avec 1491 pièces.
- Monuments de l'Afrique septentrionale (rel. à l'Égypte, les États barbaresques et l'Espagne), 8 vol. avec 1253 pièces.